# 富山県空港スポーツ緑地
富山県空港スポーツ緑地（とやまけんくうこうスポーツりょくち）は、富山県富山市の富山空港近くにある都市公園（総合公園、運動公園）である。

## 概要
富山空港のジェット化に伴い、同空港を離着陸する航空機の騒音対策として、1984年（昭和59年）6月12日に都市計画が決定し、同年中より整備が始まり、1987年（昭和62年）4月27日に当時の計画全9.7haのうち6.8haがオープンした。現在の面積は13.2ha。
第三種公認で全天候型400mトラックの陸上競技場、全天候型テニスコート6面を完備している（いずれも夜間照明付）。この他、208mにわたって滝や池、水の流れがあるせせらぎ広場、遊具広場、立山連峰や飛行場の離着陸が一望出来る展望広場、冬にミニスキー場となる芝生スロープ、サンクス広場、お祭り広場、管理センター、芝生広場、さくら通りがある。また当緑地に挟まれる形で富山県総合体育センターが隣接している。
2022年（令和4年）5月3日、同公園内の樹齢40年以上のメタセコイアの木から水が噴き出ているのが確認された。原因は下の水道管が木の根の成長によってひびが入り、その水が木の空洞を通ったことによるものであった。

## 主な施設
- 陸上競技場（18,000m2）
  - 第3種公認陸上競技場、400メートルトラック全天候舗装、インフィルド芝張、サッカー・ラグビー可能、曲走路6コース、直走路8コース、芝生スタンド（60m×6m）2カ所、照明施設有
- テニスコート（3,700m2）
  - 全天候舗装6面、硬・軟式兼用、照明施設有